# L'estate si balla
L'estate si balla è un singolo del gruppo musicale italiano I Moderni, il primo estratto da Troppo fuori e pubblicato nel 2012.In rotazione radiofonica dal 25 maggio 2012.

## Il brano
Il brano è stato composto da Giancarlo Bigazzi, Riccardo Del Turco, I Moderni, e i Two Fingerz mentre per le musiche tutti gli autori del testo più Paolo Nocita e Fabio Borghini. Il brano è stato destinato alla trasmissione per le olimpiadi di Londra 2012 da loro condotta dal titolo Social Games in onda su Sky, il video del brano è diretto da Riccardo Paoletti  

## Classifiche
| Classifica (2012) | Posizione massima |
| ----------------- | ----------------- |
| Italia            | 96                |